# Марради, Джованни
Джованни Марради (итал. Giovanni Marradi), 17 апреля 1952, Алессандрия, Италия — композитор и пианист из Италии

## Биография
Родился в 1952 году в городе Алессандрия в семье знаменитого итальянского музыканта и дирижёра Альфредо Марради, Джованни с пяти лет начинает изучение музыки. Когда его семья переехала из родной Италии в Бейрут (Ливан), где его отцу была предложена работа дирижёра, Джованни было восемь лет. Он начал изучать композицию под руководством Михаила Кескинова в российской Консерватории в Бейруте.
Вскоре Джованни покинул Бейрут, путешествуя из города в город, по всей Европе, устраивался на работу, везде, где только его брали, почти ничего не зарабатывая. В 1984 году он переезжает в Лас-Вегас где начинает свою успешную карьеру музыканта.
В 1998 году Джованни начал сотрудничество с «Atlantic Records», где дебютировал с альбомом «Destiny» в начале следующего года. Джованни Марради записал более 120 альбомов, разошедшихся миллионными тиражами по всему миру. На сегодняшний день Джованни продал миллионы дисков по всему миру. Последний релиз «Потому что я тебя люблю» выиграл премию «Лучший New Age CD года» в Испании в 2010 году.

## Дискография

### CD
- 1992 — Boleros
- 1992 — Boleros — Vol.II
- 1992 — Broadway Themes
- 1992 — Promises
- 1993 — Secrets
- 1993 — Giovanni Plays The Beatles Love Songs (2 CD)
- 1993 — Piano Masterpieces
- 1993 — What If
- 1995 — Come Back To Me
- 1995 — Serenity
- 1995 — Together
- 1996 — Passion
- 1997 — Always
- 1997 — Christmas With Giovanni (Vol.1)
- 1997 — Feelings
- 1997 — Homenaje A Julio Iglesias
- 1997 — Music From The World
- 1997 — Music From The World — Vol.II
- 1998 — Always & Forever
- 1998 — Falling In Love
- 1998 — Destiny
- 1999 — Classic Nights
- 1999 — Eternally
- 1999 — Gracefully
- 1999 — Latin Lovers
- 1999 — Lover’s Rendezvous — 3 CD
- 1999 — Romantically Yours
- 1999 — The Best of Giovanni (2 CD)
- 2000 — Around The World Vol.1
- 2000 — Around The World — Vol.2
- 2000 — Around The World Vol.3
- 2000 — Broadway Romance
- 2000 — My Valentine — 2 CD
- 2001 — Remember When
- 2002 — Alone
- 2002 — Cinema Romance
- 2002 — Classical Moods
- 2002 — Colors Of Music
- 2002 — Destiny
- 2002 — Dreams
- 2002 — Dreams Nature & Music
- 2002 — Forever
- 2002 — Mystique
- 2002 — Moonlight Sonata
- 2002 — Mountain Breeze
- 2002 — Nocturnes
- 2002 — Romantique
- 2002 — The Way We Were
- 2002 — Treasures Of Time
- 2003 — Live From Las Vegas
- 2004 — Favorite Love Songs — Vol.1
- 2004 — Favorite Love Songs — Vol.2
- 2004 — Favorite Love Songs — Vol.3
- 2004 — For You
- 2004 — Return To Me
- 2005 — French Classics
- 2005 — Love Letters
- 2005 — Passionate Piano
- 2005 — Winter Moods
- 2006 — Italian Love Songs
- 2007 — Latin Moods
- 2007 — Television Classics
- 2008 — Romantico
- 2008 — The Best Of Giovanni (3 CD)
- 2010 — Because I Love You
- 2010 — Christmas Classics — Vol.1
- 2010 — Christmas Classics — Vol.2
- 2010 — Christmas Classics — Vol.3
- 2010 — Gift Of Love
- 2010 — Gift Of Christmas
- 2010 — Gift Of Christmas — Vol.2
- 2010 — Gift Of Christmas — Vol.3
- 2010 — Have A Romantic Christmas
- 2010 — Have A Romantic Christmas — Vol.2
- 2010 — Joy Of Christmas 1
- 2010 — Joy Of Christmas 2
- 2010 — Joy Of Christmas 3
- 2010 — Merry Christmas 1
- 2010 — Merry Christmas 2
- 2010 — Merry Christmas 3
- 2010 — Romantico
- 2010 — Softly
- 2011 — The Giovanni Holiday Collection — A Merry, Merry Christmas To You!
- 2012 — Solo Piano — Broadway Themes II
- 2012 — Sospiro
- 2012 — Because I Love You

### DVD
- 2004 — Giovanni Live From Las Vegas
- 2006 — Timeless